# Domingos Elias Alves Pedra
Domingos Elias Alves Pedra (Paraíba do Sul, 16 april 1948) is een voormalig Braziliaanse voetballer en trainer, beter bekend onder zijn spelersnaam Dé. In 1974 werd hij landskampioen met Vasco da Gama.

## Biografie
Dé begon zijn carrière bij Bangu en maakte in 1970 de overstap naar Vasco da Gama, waarmee hij in 1974 de landstitel veroverde. Na een korte tussenstop bij het Portugese Sporting Lissabon keerde hij terug naar Vasco. In 1977 ging hij voor Botafogo spelen waar hij een succesvol duo vormde met Roberto Dinamite. Hierna speelde hij nog voor verscheidene clubs. Met Rio Branco won hij nog drie keer het Campeonato Capixaba. Na zijn spelerscarrière werd hij trainer voor diverse clubs. In 2010 won hij met Rio Branco het Campeonato Capixaba.